# ورزشگاه شهر (مولودکنو)
ورزشگاه شهر (به لاتین: City Stadium) یک ورزشگاه فوتبال در بلاروس است که در Maladziečna District واقع شده‌است.